# Blountstown
Blountstown es una ciudad ubicada en el condado de Calhoun en el estado estadounidense de Florida. En el Censo de 2010 tenía una población de 2.514 habitantes y una densidad poblacional de 305,14 personas por km².

## Geografía
Blountstown se encuentra ubicada en las coordenadas 30°26′34″N 85°2′43″O / 30.44278, -85.04528, en la región del mango de Florida, a poca distancia al sur de Alabama y Georgia. Según la Oficina del Censo de los Estados Unidos, Blountstown tiene una superficie total de 8.24 km², de la cual 8.21 km² corresponden a tierra firme y (0.31%) 0.03 km² es agua.

## Demografía
Según el censo de 2010, había 2.514 personas residiendo en Blountstown. La densidad de población era de 305,14 hab./km². De los 2.514 habitantes, Blountstown estaba compuesto por el 67.58% blancos, el 27.88% eran afroamericanos, el 0.88% eran amerindios, el 0.48% eran asiáticos, el 0.08% eran isleños del Pacífico, el 1.03% eran de otras razas y el 2.07% pertenecían a dos o más razas. Del total de la población el 2.78% eran hispanos o latinos de cualquier raza.